# 212392 Peterkollmann
212392 Peterkollmann este o planetă minoră (asteroid) din centura de asteroizi. A fost descoperită pe 26 aprilie 2006 la Observatorio de Cerro Tololo⁠(d) de Marc Buie⁠(d). 
Obiectul prezintă o orbită caracterizată de o semiaxă mare de 2,4551839347534 UAi, o excentricitate de 0,16514020001286, o înclinație de 2,8692236790656 ° în raport cu ecliptica.